# 永木亮太
永木 亮太（ながき りょうた、1988年6月4日 - ）は、神奈川県横浜市青葉区出身のプロサッカー選手。Jリーグ・徳島ヴォルティス所属。ポジションはミッドフィールダー。元日本代表。

## 来歴

### プロ入り前
中学・高校の6年間は川崎フロンターレの下部組織に在籍していたが、ユースからトップに昇格することができず、中央大学へ進学。
大学4年時の2010年7月、湘南ベルマーレに特別指定選手として登録され、リーグ戦11試合に出場した。特別指定選手の11出場はJ1歴代最多である(J2・J3まで含めると地主園秀美らの16出場)。

### 湘南ベルマーレ
2011年に湘南に正式加入すると、ハン・グギョンと共にボランチのポジションを担い、大卒1年目にしてリーグ戦36試合に出場した。
2012年も、リーグ戦では累積警告による出場停止1試合を除き、チーム最多の41試合に出場。チームのJ1昇格に貢献した。シーズン終盤には、ゲームキャプテンを務めていた遠藤航の不在や、監督である曺貴裁から「チームに徹するプレーや責任感が増してきた」と言われたこともあり、ゲームキャプテンを任されることもあった。
2013年より正式にチームのキャプテンに就任。出場停止1試合を除くリーグ戦全33試合に先発出場し、チーム最多タイの4ゴールを挙げるも、チームはJ2降格となった。オフシーズンにセレッソ大阪を始め、J1チームからの獲得オファーがあったものの、「とにかくこのチームを上げたいという気持ちが強かった」という本人の意思もあり、残留が正式発表された。
2014年は、左足の肉離れで約2ヶ月間離脱したが、その期間以外の公式戦31試合に出場。J2リーグ史上最速 となる9試合を残してのJ1昇格に貢献した。同年オフにもJ1クラブからオファーが届いたが、残留を表明した。

### 鹿島アントラーズ
2015年12月28日、鹿島アントラーズへ完全移籍することが発表された。2016年5月18日のナビスコカップGS第5節の古巣・湘南戦で移籍後初得点を挙げた。その後も中盤のレギュラーとして、1年目で鹿島の2冠達成に貢献した。
2017、18年はレオ・シルバの加入や、三竿健斗がレギュラーに定着したこともあり、出場時間が限られた。
2019年、怪我人が多いチーム事情もあり、右サイドバックとして多く出場した。

### 湘南ベルマーレ
2021年12月22日、湘南ベルマーレへ完全移籍することが発表された。7年ぶりの復帰となる。

### 名古屋グランパス
2022年7月7日、名古屋グランパスへ期限付き加入することが発表された。期間は2023年1月31日までで、背番号は20。

### 湘南ベルマーレ復帰
2023年1月6日、湘南ベルマーレへの復帰が発表された。

### 徳島ヴォルティス
2023年8月16日、湘南ベルマーレより徳島ヴォルティスに期限付き移籍にて加入することが発表された。
2023年12月24日、完全移籍を発表。
2024年8月13日、2024年7月度Jリーグ月間MVPを受賞。

### 日本代表
2015年末、日本代表候補合宿に初選出。2016年3月7日にも招集されていたMF米本拓司が負傷で離脱したため、日本代表候補合宿に追加招集された。同年9月29日、2018 FIFAワールドカップ・アジア3次予選に向けた日本代表に招集された。11月11日のキリンチャレンジカップ2016・オマーン戦でA代表デビューを果たした。

## プレースタイル
最終ラインから前線まで激しく動き回る、運動量の多さが特長。動きの中でボールに絡みながら、正確なパスやクロスでチームのリズムを作る。チームメイトへの冷静な声の指示も的確で、チームを統率。2014年にJ2リーグ月間MVP （3月度）に選出された際はチーム内でラストパス数1位タイ（7本）、パス数1位（272本）、パス成功率1位（76.8%）とパスの配給役としての活躍だけでなく、こぼれ球奪取率も1位（24 回）、タックル数2位（15回）という数値からも攻守の貢献度の高さが証明されている。特にボール奪取能力には非常に優れ、J1でプレーした2015年もリーグ3位の高い数値を示している。コーナーキックやフリーキックのキッカーも務め、縦に弧を描く力強い弾道のフリーキックを得意とし、2015年はゴール30ｍ弱の長距離から直接2得点を決めている。

## エピソード
- 湘南でチームメイトであった高山薫とは、川崎フロンターレのジュニアユース時代からの仲である[20]。また、大学時代の同期に佐藤謙介、1学年下に林容平らがいる。
- 湘南でキャプテンを任されるまでキャプテンの経験は1度も無かったが、監督の曺貴裁から直々に打診された際、嬉しさのあまりその場で快諾したという[21]。

## 所属クラブ
- 1998年 - 1999年 ヴェルディ川崎ジュニア（奈良小学校）
- 2000年 FC奈良（奈良小学校）
- 2001年 - 2003年 川崎フロンターレU-15（奈良中学校）
- 2004年 - 2006年 川崎フロンターレU-18（荏田高等学校）
- 2007年 - 2010年 中央大学
  - 2010年 湘南ベルマーレ（特別指定選手）
- 2011年 - 2015年  湘南ベルマーレ
- 2016年 - 2021年  鹿島アントラーズ
- 2022年 - 2023年  湘南ベルマーレ
  - 2022年7月 - 同年12月  名古屋グランパス（期限付き移籍）
  - 　2023年8月 - 同年12月 徳島ヴォルティス（期限付き移籍）
- 2024年 -   徳島ヴォルティス

## 個人成績
| 国内大会個人成績 | 国内大会個人成績 | 国内大会個人成績 | 国内大会個人成績 | 国内大会個人成績 | 国内大会個人成績 | 国内大会個人成績 | 国内大会個人成績 | 国内大会個人成績 | 国内大会個人成績 | 国内大会個人成績 | 国内大会個人成績 |
| 年度             | クラブ           | 背番号           | リーグ           | リーグ戦         | リーグ戦         | リーグ杯         | リーグ杯         | オープン杯       | オープン杯       | 期間通算         | 期間通算         |
| 年度             | クラブ           | 背番号           | リーグ           | 出場             | 得点             | 出場             | 得点             | 出場             | 得点             | 出場             | 得点             |
| 日本             | 日本             | 日本             | 日本             | リーグ戦         | リーグ戦         | リーグ杯         | リーグ杯         | 天皇杯           | 天皇杯           | 期間通算         | 期間通算         |
| ---------------- | ---------------- | ---------------- | ---------------- | ---------------- | ---------------- | ---------------- | ---------------- | ---------------- | ---------------- | ---------------- | ---------------- |
| 2010             | 湘南             | 41               | J1               | 11               | 0                | 0                | 0                | -                | -                | 11               | 0                |
| 2011             | 湘南             | 6                | J2               | 36               | 4                | -                | -                | 4                | 0                | 40               | 4                |
| 2012             | 湘南             | 6                | J2               | 41               | 2                | -                | -                | 2                | 0                | 43               | 2                |
| 2013             | 湘南             | 6                | J1               | 33               | 4                | 4                | 0                | 2                | 0                | 39               | 4                |
| 2014             | 湘南             | 6                | J2               | 31               | 6                | -                | -                | 0                | 0                | 31               | 6                |
| 2015             | 湘南             | 6                | J1               | 32               | 3                | 2                | 0                | 1                | 0                | 35               | 3                |
| 2016             | 鹿島             | 6                | J1               | 29               | 0                | 3                | 1                | 5                | 1                | 37               | 2                |
| 2017             | 鹿島             | 6                | J1               | 20               | 1                | 1                | 0                | 4                | 0                | 25               | 1                |
| 2018             | 鹿島             | 6                | J1               | 30               | 1                | 4                | 0                | 5                | 0                | 39               | 1                |
| 2019             | 鹿島             | 6                | J1               | 31               | 0                | 4                | 0                | 6                | 0                | 41               | 0                |
| 2020             | 鹿島             | 6                | J1               | 31               | 0                | 2                | 0                | -                | -                | 33               | 0                |
| 2021             | 鹿島             | 6                | J1               | 15               | 0                | 6                | 0                | 2                | 0                | 23               | 0                |
| 2022             | 湘南             | 41               | J1               | 6                | 0                | 3                | 0                | 2                | 1                | 11               | 1                |
| 2022             | 名古屋           | 20               | J1               | 12               | 0                | 2                | 0                | -                | -                | 14               | 0                |
| 2023             | 湘南             | 20               | J1               | 17               | 0                | 2                | 0                | 2                | 1                | 21               | 1                |
| 2023             | 徳島             | 54               | J2               | 11               | 1                | -                | -                | -                | -                | 11               | 1                |
| 2024             | 徳島             | 54               | J2               | 27               | 0                | 0                | 0                | 2                | 0                | 29               | 0                |
| 2025             | 徳島             | 40               | J2               |                  |                  |                  |                  |                  |                  |                  |                  |
| 通算             | 日本             | 日本             | J1               | 267              | 9                | 33               | 1                | 29               | 3                | 329              | 13               |
| 通算             | 日本             | 日本             | J2               | 146              | 13               | -                | -                | 8                | 0                | 154              | 13               |
| 総通算           | 総通算           | 総通算           | 総通算           | 413              | 22               | 33               | 1                | 34               | 3                | 483              | 26               |

その他の公式戦
- 2016年
  - Jリーグチャンピオンシップ 3試合0得点
- 2017年
  - FUJI XEROX SUPER CUP 1試合0得点

| 国際大会個人成績 | 国際大会個人成績 | 国際大会個人成績 | 国際大会個人成績 | 国際大会個人成績 | FIFA      | FIFA      |
| 年度             | クラブ           | 背番号           | 出場             | 得点             | 出場      | 得点      |
| AFC              | AFC              | AFC              | ACL              | ACL              | クラブW杯 | クラブW杯 |
| ---------------- | ---------------- | ---------------- | ---------------- | ---------------- | --------- | --------- |
| 2016             | 鹿島             | 6                | -                | -                | 4         | 0         |
| 2017             | 鹿島             | 6                | 8                | 1                | -         | -         |
| 2018             | 鹿島             | 6                | 13               | 0                | 3         | 1         |
| 2019             | 鹿島             | 6                | 8                | 0                | -         | -         |
| 通算             | AFC              | AFC              | 29               | 1                | 7         | 1         |

その他の国際公式戦
- 2016年
  - スルガ銀行チャンピオンシップ 1試合0得点
- 2019年
  - AFCチャンピオンズリーグ・プレーオフ 1試合0得点

## タイトル

### クラブ
湘南ベルマーレ
- J2リーグ：1回（2014年）

鹿島アントラーズ
- J1リーグ：1回（2016年）
- 天皇杯全日本サッカー選手権大会：1回（2016年）
- FUJI XEROX SUPER CUP：1回（2017年）
- AFCチャンピオンズリーグ：1回（2018年）

### 個人
- Jリーグ月間MVP：2回（2014年3月、2024年8月13日）

## 代表歴

### 出場大会
- 日本代表
  - 2016年 - キリンチャレンジカップ

### 試合数
- 国際Aマッチ 1試合 0得点 (2016年)

| 日本代表 | 国際Aマッチ | 国際Aマッチ |
| 年       | 出場        | 得点        |
| -------- | ----------- | ----------- |
| 2016     | 1           | 0           |
| 通算     | 1           | 0           |

### 出場
| No. | 開催日         | 開催都市 | スタジアム                       | 対戦国   | 結果 | 監督           | 大会                       |
| --- | -------------- | -------- | -------------------------------- | -------- | ---- | -------------- | -------------------------- |
| 1.  | 2016年11月11日 | 鹿嶋     | 茨城県立カシマサッカースタジアム | オマーン | ○4-0 | ハリルホジッチ | キリンチャレンジカップ2016 |